# Magyar EU-elnökség (2011)
2011 első felében Magyarország első alkalommal látta el az Európai Unió (EU) egyik csúcsszervének, az Európai Unió Tanácsának a soros elnöki feladatait. A fél évig tartó magyar EU-elnökség lebonyolítása a második Orbán-kormány feladata volt.
A magyar elnökség volt az első olyan elnökség, amelynek a feladatait az Európai Unió alapszerződése pontosan rögzíti. Magyarország Spanyolországgal és Belgiummal egy elnöki triót alkotva elnököl az Európai Unió Tanácsában. Ezt a szervezetet az Európai Tanácstól, az Unió fő politikai szervezetétől a lisszaboni szerződés különböztette meg. A kormányfőket tömörítő Európai Tanácsban azonban már nem a magyar miniszterelnök, hanem az Európai Tanács elnöke, Herman Van Rompuy látja el az elnöki teendőket a 2010-es spanyol elnökség óta. A soros elnökséget első alkalommal ellátó Magyarország nem csak a trió tagjaival, hanem a következő triót elkezdő lengyel elnökséggel is igyekezett összehangolni a munkáját.
Az elnökségre való felkészülést és az elnökséggel kapcsolatos teendőket a Külügyminisztérium EU-ügyekért felelős államtitkársága irányította, melyet Győri Enikő, a Fidesz európai parlamenti képviselője vezetett. A magyar elnökség három szóvivője Bakos Piroska, Polner Gergely és Hajdú Márton.
Az elnökség kezdete előtt fél évvel úgy tűnt, kormányzati érdektelenség és az átláthatóság hiánya jellemzi az ország nemzetközi tekintélyét befolyásoló 2011-es magyar EU-elnökségre való felkészülést; a közigazgatás utolsó pillanatbeli átszervezése, egész szakértői stábok lecserélése miatt egyes brüsszeli jelzések szerint kétségek fogalmazódtak meg a magyar uniós elnökséggel kapcsolatban. Az uniós elnökség kezdete előtt elfogadott, éppen 2011. január 1-jével hatályba lépő új médiatörvény belföldön és külföldön is heves tiltakozásokat váltott ki, ami felvetette, Magyarország alkalmas-e a soros uniós elnöki tisztség ellátására, de mindenképpen rossz fényt vetett az elnöki periódusra. Amikor Orbán Viktor az Európai Parlamentben (EP) ismertette a magyar elnökségi programot, a parlamenti vitában elsősorban a médiatörvény kapcsán a magyar kormány demokratikus elkötelezettségét vitatták, illetve méltatták a különböző pártállású politikusok. A magyar elnökség a rossz indulás ellenére alapjában véve sikerültnek mondható. Programjainak lebonyolítása a 2007 óta tartó felkészüléssel együtt körülbelül 22 milliárd forintba került.

## Értékelése
Az EU-elnökség indulásakor a magyar kormány hitelességét rombolta a közösségi normákkal szembemenő médiaszabályozás. Az Orbán Viktorral szembeni fenntartások abban is megmutatkoztak, hogy az EU elnöke, Herman Van Rompuy többször magához ragadta a kezdeményezést, a márciusi, rendkívüli csúcsértekezletre meg sem hívták a magyar kormányfőt, az egyetlen jelentős kormányközi találkozó, a Keleti Partnerség időpontját pedig a lengyel elnökség idejére napolták el. A magyar elnökség a beteljesületlen ígéretek és vérszegény megállapodások féléve volt. A horvát EU-csatlakozás tárgyalásai lezárultak, de a schengeni zóna Romániával és Bulgáriával való bővítése megbukott. Bár magyar kezdeményezésre júniusban elfogadták az EU Duna-régió-stratégiáját, de forrásokat nem rendeltek hozzá. Sikerült elfogadni a Járóka Lívia által előkészített romastratégiát, ami azonban csak keretprogram, a tagállamokra vár az országszintű intézkedéscsomagok elkészítése. Az integrált energiapolitika megvalósításáról is csak politikai döntés született.

## Az elnökség témái
A magyar EU-elnökség Európai Bizottsággal egyeztetett, mintegy 50 oldalas hivatalos programját 2011. január 10-én hozták nyilvánosságra. Az elnökségi program jelmondata „Erős Európa” lett.
Az elnökség alatt kezdődhetett meg az érdemi vita a 2014-től érvényes uniós költségvetési keretről, és elképzelhető volt, hogy aláírják Horvátország csatlakozási szerződését. A félév kiemelt rendezvényei közé tervezték a végül elnapolt Keleti Partnerség állam- és kormányfői csúcstalálkozóját (melyet pedig konkrét tartalommal szerettek volna megtölteni), a magyar kormány és a Bizottság, a magyar EU-elnökség és az Európai Parlamenti Elnökök Konferenciájának találkozóját, fontos rendezvény volt az ASEM (az ASEAN- és az EU-országok külügyminiszteri találkozója), valamint a 17 informális miniszteri találkozó is. Ezeknek a magas szintű találkozóknak a túlnyomó többségét Gödöllőn rendezték meg.
Az elnökség fő prioritásai négy csoportra oszthatók:
- a munkahelyteremtés kérdése, a romastratégia, illetve az EU2020, az Európai Unió versenyképességről szóló tervezete
- az uniós politikák megerősítése: a belső kohézió megerősítése, az energiabiztonság megteremtése, a vízpolitika és a Duna-stratégia
- a polgárközeli Európa gondolata: a schengeni övezet bővítése (2011 márciusában Románia és Bulgária schengeni csatlakozását vitatják meg[15]), a kulturális sokszínűség támogatása
- az EU felelősségteljes bővítése (Horvátország esetleges csatlakozása, az izlandi tárgyalások megkezdése) és a globális felelősségvállalás.

Egy korábbi, 2010 nyarán tartott államtitkári sajtótájékoztató még a következő programpontokat is tartalmazta: a gazdasági válság kezelése, az uniós költségvetés reformja, ágazati politikák (kohézió, közlekedés, energiapolitika, mezőgazdaság), bel- és igazságügyi együttműködés (stockholmi program) egyes aspektusai, a romák társadalmi befogadásának, illetve a gyermekszegénység elleni küzdelemnek a kérdése.

## Helyszínek

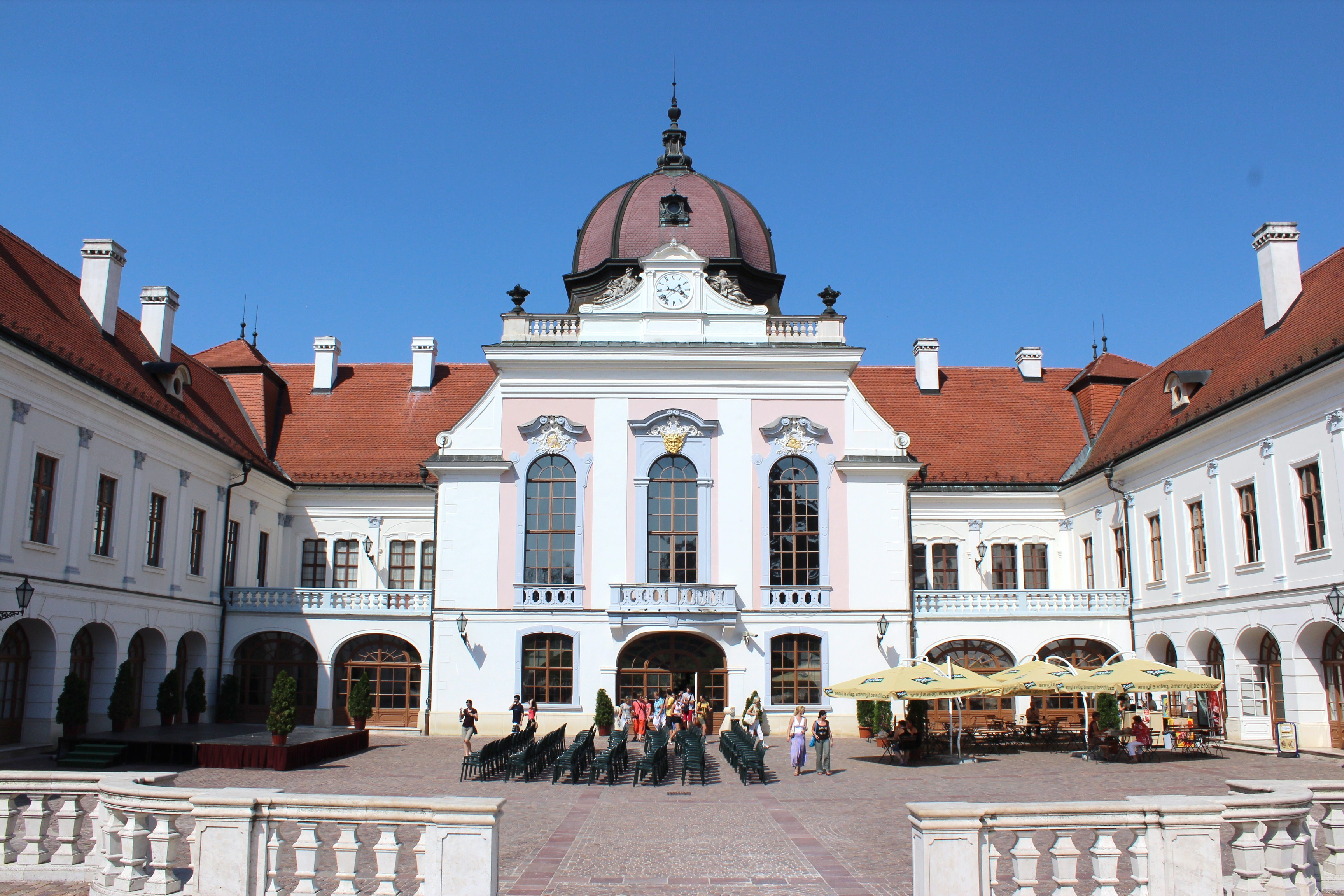
Gödöllői Királyi Kastély

A rendezvények többsége vidéken zajlott, hogy a delegációk mozgása ne bénítsa meg Budapest közlekedését; a fő helyszín a Gödöllői Királyi Kastély lovardája és barokk istállója volt.
Az alacsonyabb szintű rendezvényeket tartották budapesti helyszíneken, például a Néprajzi Múzeum aulájában és dísztermében, a Vidékfejlesztési Minisztérium Színháztermében, a Belügyminisztérium Márvány aulájában, a Honvédelmi Minisztérium Stefánia Palotájában, illetve a Budapesti Gazdasági Főiskola Markó utcai épületében.

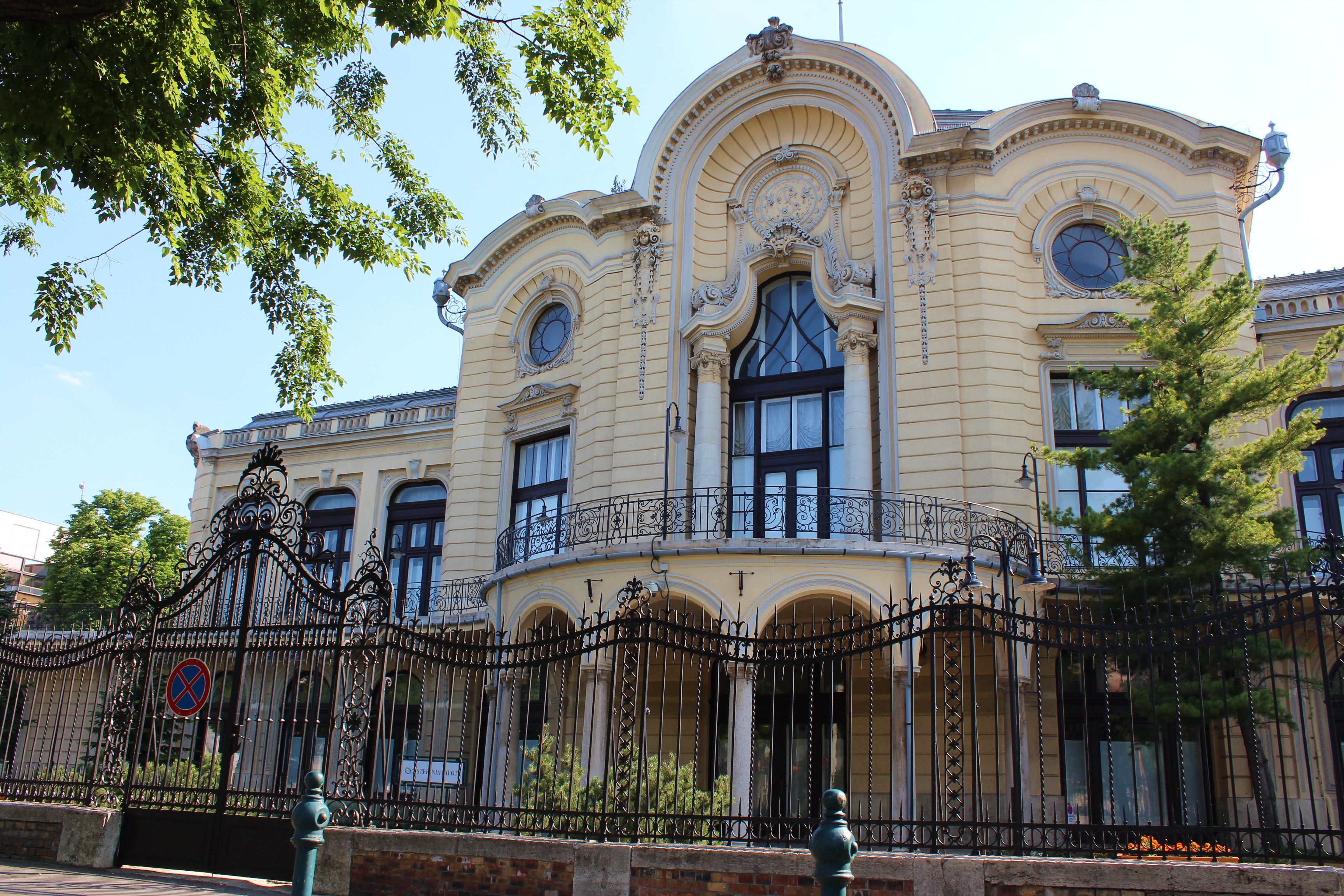
Stefánia Palota

A szakértői találkozók kb. negyedét vidéken tartották, pl. Debrecenben (agrárminiszteri ülés), Balatonfüreden (távközlési miniszterek konferenciája), néhány nem miniszteri szintű rendezvény is vidékent kerül megrendezésre – például Siófokon, Visegrádon, Pápán, Egerben, Szarvason.
Az előzetes tervekben egy csúcsértekezlet, egy külügyminiszteri értekezlet, a kormány és az Európai Bizottság találkozója mellett 17 informális miniszteri találkozó és 217 miniszteri szintnél alacsonyabb, de magas szintű rendezvény szerepelt. Összesen 35-40 ezer külföldi résztvevő érkezésére számítottak.

## Az elnökség krónikája
Az elnökség január 1-jével kezdődött meg, amit a Millenárison rendezett, „Európa mi vagyunk” ünnepséggel köszöntött Magyarország szilveszter éjfélkor. A soros elnöki tisztségének átvétele Belgiumtól január 6-án volt – a nagyszabású ceremóniát az Országház kupolacsarnokában tartották Yves Leterme belga, Orbán Viktor magyar kormányfő, a magyar államfő, Schmitt Pál, a magyar kormány valamennyi minisztere, az Országgyűlés elnöke és alelnökei, a parlamenti pártok elnökei, illetve frakcióvezetői, valamint a teljes budapesti diplomáciai kar részvételével. Az Európai Bizottság és a magyar kormány január 7-én tartotta első közös ülését.
2011 februárjában Nicolas Sarkozy francia elnök és Angela Merkel német kancellár megállapodtak, hogy a hatékonyabb válságkezelés érdekében szorosabban összehangolják országaik gazdaságpolitikáját. Az EU új gazdasági kormányzásának kialakítására törekvő versenyképességi paktum
- egységesítené az adó- és nyugdíjrendszert,
- a tagországok alkotmányában rögzítené az államadósság maximális mértékét,
- megszüntetné az inflációkövető béremelés gyakorlatát és
- központi bankfelügyelet vezetne be.

Az Euró plusz paktum országai (2011)

Az eurózóna 17 tagállama márciusban egyeztetésbe kezdett a nagy vitát kiváltó Merkel–Sarkozy-paktumról. Herman Van Rompuyt, az Európa Tanács állandó elnökét és José Manuel Barrosót, az Európai Bizottság elnökét kérték fel az egyeztető konferencia előkészítésére. Magyarországot kihagyták a szervezésből. Orbán Viktor az egységes adórendszer ellen foglalt állást.
Március 24-én tartották meg Brüsszelben az EU-tagországok állam- és kormányfőinek csúcstalálkozóját, ahol elfogadták az euróövezet versenyképességi paktumát (hivatalosan Euró plusz paktum néven). Ehhez hat olyan európai uniós tagállam csatlakozott, amely nem tagja az eurózónának. Magyarország kimaradását liberális közgazdászok bírálták, mások is csak rövid távon tartották elfogadhatónak.
2011 februárjában bejelentették, hogy a lengyel elnökség idejére halasztják a május 27-re tervezett keleti partnerségi csúcstalálkozót. Ez lett volna az egyetlen állam- és kormányfői szintű találkozó Magyarországon. A Magyar Külügyi Intézet kutatója szerint az Európai Unió történetében példátlan fordulat, hogy egy hivatalban lévő elnökség elveszítse a számára deklaráltan legfontosabb hazai esemény megrendezésének lehetőségét.
Többek között az új médiatörvény körüli vitákra és a Merkel–Sarkozy-paktummal való szembenállásra visszavezethetően a második Orbán-kormány márciusra némileg elszigetelődött. Emiatt szinte csak olyan külföldi politikusok jöttek el a rendezvényekre, akiknek ez munkaköri kötelességük – akinek ez szabad választása volt, általában távol maradt Budapesttől.
2011. március 20-án a líbiai polgárháborúval foglalkozó csúcstalálkozóra sem hívták meg Magyarországot, állítólag a gyors szervezés miatt.
Április 5-én az Európai Bizottság elfogadta az uniós romastratégiát, amely az év végéig elkészítendő 27 tagállami integrációs program keretéül szolgál.
Április 8-9-én tartották Gödöllőn a Gazdasági és pénzügyek tanácsa (ECOFIN) informális tanácskozását, amin Portugália pénzügyi támogatási csomagja és az európai államok adósságainak kezelése állt a középpontban.
Április 9-én az Európai Szakszervezeti Szövetség (ETUC) és a magyar érdekképviseletek közös budapesti tüntetést tartottak a gazdasági megszorító intézkedések ellen. Huszonkét európai ország 45 szakszervezete képviseltette magát a több tízezres demonstráción.
Április 13-án Luxembourgban az EU külügyminiszterei egyhangúlag elfogadták a Duna-stratégiát.
Bár a magyar elnökség egyik prioritása volt Románia és Bulgária csatlakozása a schengeni övezethez, és június 8-án az Európai Parlament meg is szavazta, hogy a két ország technikailag felkészült a csatlakozásra, az Európai Tanács legkorábban szeptemberi ülésén tárgyalja majd a kérést.
Az elnökség utolsó napján, június 30-án sikerült lezárni Horvátország 2005 októberében megnyitott EU-csatlakozási tárgyalásainak még utolsó három nyitott fejezetét. A tagságot előreláthatólag 2013. július 1-jén nyerhetik el.
Magyarország 2011. július 1-jén adta át a soros elnökséget Lengyelországnak. Varsóban Orbán Viktor magyar kormányfő átnyújtotta lengyel partnerének, Donald Tusknak az EU zászlaját és az elnökséget szimbolizáló stafétabotot, egy kis hordó tokaji bort ajándékozott Tusknak, amit a lengyel kormányfő egy karddal viszonzott. Tusk elmondta, hogy a lengyel elnökség alatti munkaebédeken „elsősorban magyar borokat fognak felszolgálni”.
2011 szeptemberében az Európai Parlament (EP) elfogadta a tagországok gazdaságpolitikájának szorosabb összehangolását, az ún. „gazdasági kormányzást” lehetővé tevő hatos jogszabálycsomagot, aminek 98%-áról a magyar elnökség során egyeztek meg.

## A magyar elnökség kiemelt rendezvényei időrendben
Forrás: naptár az elnökségi honlapon.
Ahol külön nincs jelezve, a helyszín a gödöllői Grassalkovich-kastély volt.
- január 7.: A magyar elnökség és az Európai Bizottság együttes ülése (helyszín: Országház)[34]
- január 14.: Európa-ügyi miniszterek és államtitkárok informális ülése[35]
- január 17-18.: Foglalkoztatáspolitikai miniszterek informális ülése[36]
- január 20-21.: A Bel- és Igazságügyi Tanács informális ülése[37]
- február 7-8.: Közlekedési miniszterek informális ülése[38]
- február 22-23.: Sportminiszterek informális találkozója[39]
- február 24-25.: Védelmi miniszterek informális ülése[40]
- március 11-12.: Külügyek tanácsa – informális ülés (Gymnich)[41]
- március 24-26.: Környezetvédelmi Tanács – informális ülés[42]
- március 27-28.: Oktatási, Ifjúsági és Kulturális Ügyek Tanácsa – informális ülés (kultúra)[43]
- március 28-29.: Oktatási, Ifjúsági és Kulturális Ügyek Tanácsa – informális ülés (oktatás)[44]
- március 31-április 1.: Demográfiáért és családügyért felelős miniszterek informális ülése[45]
- április 3-5.: Foglalkoztatási, Szociálpolitikai, Egészségügyi és Fogyasztóvédelmi Tanács informális ülése (egészségügy)[46]
- április 7-9.: Gazdasági- és Pénzügyek Tanácsának informális ülése (ECOFIN)[47]
- április 11-13.: Versenyképességi Tanács informális ülése[48]
- április 13.: „Cyber Crime” miniszteri konferencia (helyszín: Néprajzi Múzeum)[49]
- április 14.: EU-USA bel- és igazságügyi miniszteri találkozó[50]
- április 14-15.: Távközlési Miniszteri Konferencia (helyszín: Balatonfüred)[51]
- május 2-3.: Energiaügyi miniszterek informális ülése[52]
- május 10-12.: eHealth 2011 miniszteri konferencia (helyszín: SYMA Sport- és Rendezvényközpont)[53]
- május 10-19.: AKCs-EU Közös Parlamenti Közgyűlés (helyszín: Budapesti Kongresszusi Központ)[54]
- május 12.: EU-Kína stratégiai párbeszéd[55]
- május 19.: Területfejlesztésért felelős miniszterek informális ülése[56]
- május 20.: Kohéziós politikáért felelős miniszterek informális ülése[57]
- május 29-31.: Mezőgazdasági és Halászati Tanács – informális ülés (Debrecen)[58]
- június 1-4.: Keresztény-zsidó-iszlám párbeszéd konferencia[59]
- június 6-7.: ASEM külügyminiszteri találkozó (az Ázsia-Európa Találkozó 10. Külügyminiszteri Értekezlete)[60]